# Genco Gülan
Genco Gülan (né le 13 janvier 1969 à Istanbul) est un artiste contemporain et théoricien turc résidant à Istanbul, dont ses travaux explorent l'intersection entre la société et la culture à travers les peinture, sculpture, nouveaux médias, les arts de performance et d'installation.

## Biographie
Après avoir étudié les sciences politiques et l'art à l’université du Bosphore, il poursuivit à New York un master sur les médias à l’université New School. L'art de Gülan a fait son apparition dans divers endroits comme le musée d'art moderne de Rio de Janeiro, le Centre d'art et de technologie des médias de Karlsruhe, la Triennale de Milan, la Biennale de Téhéran et le Centre Pompidou à Paris. À part ses nombreuses expositions personnelles, Gülan a fait des expositions à la Gallery Artist de Berlin, au Painting and Sculpture Museum d'Ankara et à Artda Gallery à Séoul. Il a été nommé et sélectionné parmi les finalistes au Sovereign European Art Prize en 2011.
Les œuvres de Genco Gülan ont été introduites dans le programme de City University, New York, Rice, Houston et U.C. Santa Barbara. Gülan a donné des séminaires dans des universités comme Yale, School of Visual Arts, Cologne et l'Institut de technologie de New York. En 1997, Genco Gülan a fondé le Musée d'art contemporain d'Istanbul comme un projet artistique. Ce projet a évolué durant de nombreuses années. Genco Gülan croit que les « nouveaux médias », définis comme une combinaison de biotechnologies, d'intelligence artificielle et des technologies de communication numérique, apporteront des changements radicaux non seulement dans les arts, mais aussi dans tous les domaines de la vie. Dans une montage vidéo intitulé Grundig, il a filmé une équipe féminine de natation jouant au rugby sous l'eau avec un écran de télévision comme la balle. Cette œuvre montre une lutte de pouvoir dans laquelle les joueurs tentent de capturer et de se débarrasser de l'écran, pour symboliser sa relation amour / haine avec les médias.

## Détournement
« Dans son Dogfight of F16s, on remarque clairement sa volonté de « détourner » des objets, autant qu’il cherche à en créer de nouveaux, imaginaires. Le détournement de ces deux avions de chasse en cuivre (voir photo) montre autant le jeu conceptuel que mène l’artiste dans ses recherches que son ironie et sa volonté de remise en question de notre société moderne. » (Martin van der Belen) Sa monographie éditée par le Dr Marcus Graf a été publiée par Revolver Publishing à Berlin. Gülan a fondé la Biennale Web, a pris place au Comité de Conseil de la Biennale Cosmopolis Thessalonique Balkan, et au Comité international du programme d’ISEA Singapour. Actuellement, il fait partie du jury de Turgut Pura Art Prize à Izmir et donne des cours dans diverses institutions comme l’université du Bosphore ou l’université des beaux-arts Mimar-Sinan.